# بوری (ناحیه ژدار ناد سازاوو)
بوری (به چکی: Bory) یک منطقهٔ مسکونی در جمهوری چک است که در ناحیه ژدار ناد سازاووو واقع شده‌است. بوری ۱۶٫۴۶ کیلومتر مربع مساحت و ۷۹۱ نفر جمعیت دارد و ۵۲۰ متر بالاتر از سطح دریا واقع شده‌است.